# NGC 4257
NGC 4257 is een spiraalvormig sterrenstelsel in het sterrenbeeld Maagd. Het hemelobject werd op 21 april 1862 ontdekt door de Duits-Deense astronoom Heinrich Louis d'Arrest.

## Synoniemen
- MCG 1-31-49
- ZWG 42.6
- VCC 323
- PGC 39624